# 수이족
수이족(水族, Shuǐ Zú, 수족)은 중국 소수민족 중의 하나로 중국 정부에 의해 공인된 56개의 소수민족 중 26번째로 많은 민족이다. 중국 광시 성, 구이저우성 그리고 베트남 등에 걸쳐서 분포하며 2000년 중국 정부가 실시한 제5회 인구조사에서 407,000명을 기록하였다.

## 언어
따이까다이어족 중에서도 따이 조사의 형태를 가장 보존하고 있다고 하는 수이어를 말한다. 한자를 뒤집어 놓은 것 같은 표의문자인 수 문자(水書)라고 하는 고유문자를 가지지만 어휘가 적고, 보통 잘 사용되지 않으며, 종교 활동 등에서 한정적으로만 사용한다. 타민족과의 교류가 예부터 번성하고, 특히 한족과의 접촉이 잦아 중국어를 사용하는 젊은이들이 많아서 수이어가 단절된 곳도 있다.

## 기원
백월과 낙월이 혼혈된 자손의 집단이라고 생각할 수 있어, 한족으로부터 수가(水家), 수가묘(水家苗)라고 불린다. 평지가 적은 귀주의 강가에서수도 경작을 주로 한다. 현재의 거주 지역에 정착한 것은 송나라 대에 들어서이며, 2000년을 기준으로 귀주성의 첸난 부이족 먀오족 자치주, 싼두 수이족 자치현을 중심으로 약 40만명이 거주한다.

## 문화
수이족 여성의 선명한 푸른 민속의상, 청동으로 만든 평북, 11월 단절 축제로 경마, 가원 등이 특징이다. 수이족의 성은 료, 반, 오 등이 많으며, 몽이라고 자칭하는 귀족에게 통치되었다.

## 같이 보기
- 중국의 민족
- 수 문자